# Margaret Northrop
Margaret Evelyn Rhoda Northrop (ur. 16 lipca 1934) – kenijska pływaczka, uczestnik igrzysk olimpijskich. 

## Życiorys

### Igrzyska Olimpijskie
Na igrzyskach olimpijskich Northrop wystąpiła tylko raz - podczas XVI Letnich Igrzysk Olimpijskich w 1956 roku w Melbourne. Miała wtedy dwadzieścia dwa lata. Wzięła udział w jednej konkurencji pływackiej – wyścigu na dystansie 100 metrów stylem dowolnym. Wystartowała w pierwszym wyścigu eliminacyjnym. Z czasem 1:12,8 zajęła w nim ósme miejsce, co wyeliminowało ją z dalszej rywalizacji w tej konkurencji.